# Чаусы
Ча́усы (бел. Чавусы) — город в Могилёвской области Беларуси. Административный центр Чаусского района. Расположен на реке Бася, притоке Прони. Находится в 41 км от города Могилёва. Одноимённая железнодорожная станция расположена в 5 км на линии Могилёв — Кричев. Узел автомобильных дорог на Могилёв, Кричев, Мстиславль, Чериков. 
Численность населения — 9 690 человек (на 1 января 2025 года).

## Этимология
Название тюркского происхождения, от слова чаус — низший военачальник, иногда просто мелкопоместный дворянин; придворный слуга, гонец. В числе послов крымского хана в Речь Посполитую (XVI в.) числился и мирза Чаус.
По преданию, в здешней местности когда-то кочевали цыгане и от цыганского слова чеус или чевс, означающего шатёр, произошло и название Чаус.
Помимо этого название Чаусы связывают со старокабардинским чiауз «мята» (буквально: «холодная трава»).

## Геральдика

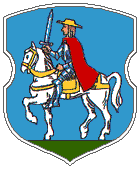
Исторический герб

Герб учреждён Указом Президента Республики Беларусь от 3 января 2005 года № 1 и зарегистрирован в Государственном геральдическом регистре Республики Беларусь 6 января 2005 года № Б-42. Утверждён решениями Чаусского районного исполнительного комитета от 26 декабря 2001 года № 22-40 и Чаусского районного Совета депутатов от 27 декабря 2001 года № 16-16.
Флаг учреждён Указом Президента Республики Беларусь от 24 августа 2006 года № 526 и зарегистрирован в Государственном геральдическом регистре Республики Беларусь 29 августа 2006 года № Б-97. Утверждён решением Чаусского районного Совета депутатов от 6 июля 2005 года № 15-2.

## История

### С времён мезолита
Согласно археологическим данным, древняя история Чаусского района начинается 10-12 тысячелетий назад, в эпоху каменного века — мезолита. До сих пор последний Валдайский ледник отступил далеко за пределы Беларуси. Климат стал мягче, современный рельеф окончательно сформировался, русла рек были определены. Вымерли крупные животные, которым не был страшен холод: мамонт, шерстистый носорог. Вслед за отступающим ледником в более высокие широты ушёл северный олень. За сравнительно короткий исторический период — несколько тысячелетий — первобытные охотники, жившие в Арктике, стали обитателями лесной зоны с умеренным климатом с другой флорой и фауной. Созданная в предыдущую эпоху культура позднего палеолита (древнего каменного века), которая основывалась на охоте на крупных животных — мамонтов, оленей и др., — в этих условиях неизбежно должна была изменить культуру второго типа. Однако в новых условиях основным источником средств к существованию оставалась охота. Охотники мезолита унаследовали от своих палеолитических предков не только основные приёмы добычи пищи, но и технику обработки камня, изготовления орудий и оружия. Тем не менее, изменения в образе жизни людей в эпоху мезолита стимулировали техническое творчество, создание новых типов жилья, появление более совершённых методов и инструментов.

### Новый каменный век
Последней стадией каменного века был неолит — новый каменный век, который датируется концом 5-3 тысячелетия до н. э. Одной из важнейших особенностей неолита, в отличие от предыдущей эпохи, является изобретение гончарного ремесла. Керамика является самой распространённой категорией находок на стоянках этого периода. Фрагменты утвари дают богатую информацию о древней керамике, об увеличении опыта древних людей в использовании природных ресурсов. Форма сосудов и их орнаментация как проявление устойчивых традиций отдельных первобытных коллективов имеет большую познавательную ценность.

### Поселения бронзового века
Характерной чертой бронзового века было отсутствие собственной сырьевой базы, что тормозило развитие металлургии. Бронзовые изделия были очень дорогими, и это заставляло население по-прежнему широко использовать инструменты из камня, кости, дерева. Каменные орудия изготавливались с использованием более совершённых форм и методов обработки, широко распространённого шлифования, пиления, сверления, полировки. Сырьём в этом процессе были базальт, гранит, диорит и другие породы. Особенно многочисленны находки каменных топоров с просверленными отверстиями для крепления на рукоятке, что свидетельствует об их постоянном и частом использовании. Большая часть топоров идеально выполнена, имеет форму лодки (боевые топоры) и даже украшена рельефными полосами, имитирующими литейные швы, как это было в случае бронзовых изделий. Скорее всего, они выполняли ритуальные функции или символизировали высокое положение своих владельцев. В основном топоры использовались как «режущие» инструменты, молотки и оружие. Они часто встречаются во время сельскохозяйственных работ или земляных работ (село Каменка, Путьки, Горбовичи, Утро), при разрыве стоянок и древних захоронений.

### Чаусские городища
Городища представляют собой небольшие крепости, расположенные на возвышенностях на берегах рек или глубоких оврагов. С поля населённые пункты были укреплены высокими земляными валами и глубокими рвами. По краю площадки была возведена деревянная стена или забор. Довольно часто было несколько рядов укреплений с двумя или тремя валами и рвами между ними, что создавало серьёзное препятствие для тех, кто пытался войти в деревню с помощью оружия. По своему назначению населённые пункты были разделены на места постоянного проживания или временные укрытия, если они прятались от врагов. Однако ни деревянные стены на могучих валах, ни глубокие рвы, ни крутые склоны мысов не могли гарантировать мирной жизни. Иногда поселения использовались для другой цели: они были построены для загона крупного рогатого скота, который был одной из главных ценностей в обществе того времени. Остатки поселений были сохранены в городе Чаусы, недалеко от деревень Бардилы, Горбовичи, Прилёповка, Селец, Селище, Утро, Рябиновая Слобода и по два памятника — в окрестностях Высокого, Радомли, Сталки и Черенков.

### Радомльский замок
В древние времена Радомля была одним из центров поселения племени радимичей. Ещё тогда в этом месте существовало укреплённое городище. Позже на его месте возник замок. Произошло это приблизительно в XIII веке. Замок был построен на левом берегу реки Радучь, на месте древнего городища. Площадь городища — 53 на 40 метров. С севера оно было защищено валом высотой около 5 метров и шириной 8 метров у основания. Само городище возвышается над окрестными землями на 15-18 метров. Стены замка были деревянные и выполнены в виде частокола, а также городен. У него было 4 башни, в том числе одна брамная. Кроме этого, был ещё тайный выход к реке через скрытую дверь. На территории замка находился колодец, который снабжал обороняющихся водой. Замок был очень массивным и имел большие погреба. По некоторым данным, на его содержание работала вся волость, и половина выращенного пшена отдавалось гарнизону замка, на случай его осады. При обороне замка использовалась артиллерия.

### Хронология
| Период                            | Событие |
| --------------------------------- | --- |
| 12-10 тысяч лет до н. э.          | Время возникновения первых поселений на чаусской земле в эпоху мезолита |
| I тысячелетие н. э.               | Расселение племён Радимичей |
| X-XII вв.                         | Чаусская земля в составе Киевской Руси, Смоленского и Мстиславского княжеств |
| XII-XVIII вв.                     | В составе Великого Княжества Литовского и Речи Посполитой |
| 1581 г.                           | Первое письменное упоминание об селе Чаусовичи в грамоте короля Стефана Батория |
| 1604 г.                           | Селу Чаусовичи Могилёвской экономии в составе Великого Княжества Литовского присвоен статус города |
| 1634 г.                           | Город Чаусы получил Магдебургское право |
| 1656 г.                           | Иван Нечай был назначен Богданом Хмельницким полковником Белорусского казацкого полка. Главной базой его полка в 1656—1658 гг. являлось местечко Чаусы, а Нечай официально именовался полковником чаусским.                                                                                           |
| 1654-1667 гг.                     | Во время войны между Московским княжеством и Речью Посполитой был сформирован Чувашский полк во главе с полковником Поклонским |
| 1662 гг.                          | В битва под Чаусами русские рейтары разбили польско-литовское войско. |
| 1708 г.                           | Возле деревни Долгий Мох русские войска разбили корпус шведского генерала Левенгаупта |
|                                   | В Чаусах побывал Пётр I |
| 1772 г.                           | В результате Первого раздела Речи Посполитой Чаусы вошли в состав Российской Империи |
| 1777 г.                           | Чаусы назначены центром уезда |
| 1781 г.                           | Городу Чаусы царским Указом был передан герб. На красном щите крестообразно размещены сабля и меч под лавровым венком. Герб был получен в связи с победой над шведами |
| 1904 г.                           | В Чаусах 3 кирпичных и 718 деревянных домов. Там проживало около 6000 жителей, 41 % из которых были грамотными |
| Январь 1918 г.                    | В Чаусах была установлена советская власть. Военно-революционный комитет возглавил В. С. Бульба-Попков |
| 17 июля 1924 г.                   | Формирование Чаусского района в составе Могилёвской округи |
| 1 мая 1931 г.                     | Начала выходить районная газета «Искра» |
| 26-27 июля 1941 г.                | Части 61-го стрелкового корпуса совершили прорыв и вышли из окружения с боями у деревень Самулки, Мошок, Благовичи, Удовск. |
| 16 июля 1941 г. - 25 июня 1944 г. | Оккупация Чаусского района немецко-фашистскими захватчиками |
| Октябрь 1943 г. - июнь 1944 г.    | Оборонительные бои 49-й, 50-й армии 2-го Белорусского фронта на границе Прони |
| 23 июня 1944 г.                   | Начало белорусской наступательной операции «Багратион». Подразделение 49-й армии прорвали оборону противника на реке Проня у деревни Будино и успешно перешли в наступление в направлении Могилёва. По этому случаю 25 июня 1944 года в Москве прозвучал салют в честь войск 2-го Белорусского фронта |
| 25 июня 1944 г.                   | Чаусы освободили от немецко-фашистских захватчиков |
| 1946 г.                           | Открылся Чаусский детский дом для детей-сирот |
| 1947 г.                           | Чаусский льнозавод выполнил производительный план на 145 %, завоевав в социалистическом соревновании среди смежных предприятий первое место в СССР, первое в Беларуси |

20 октября 1995 года административные единицы Чаусский район и город Чаусы, имеющие общий административный центр, объединены в одну административную единицу — Чаусский район.

## Население
Численность населения — 9 690 человек (на 1 января 2025 года). Численность населения — 9 944 человек (на 1 января 2023 года).
| Численность населения с 1897 года:                                                                                             |
| График не отображается по техническим причинам. Чтобы исправить это, воспроизведите график в новом формате, если это возможно. |

| Год            | 1897 | 1939   | 1959   | 1970   | 1979   | 1989   | 2006   | 2016   | 2018   | 2019   | 2023   | 2025   |
| -------------- | ---- | ------ | ------ | ------ | ------ | ------ | ------ | ------ | ------ | ------ | ------ | ------ |
| Население чел. | 5000 | ▲ 7222 | ▼ 6336 | ▲ 7784 | ▲10027 | ▲12460 | ▼10809 | ▼10525 | ▼10505 | ▼10481 | ▼9 944 | ▼9 690 |

В 1939 году в городе проживало 5034 белоруса (69,7 % от общей численности населения), 1272 еврея (17,6 %), 713 русских (9,9 %), 124 украинца, 33 поляка.

## Экономика
Предприятия города выпускают молочную продукцию, изготавливают строительные материалы. Строительные материалы производит ОАО «Чаусский завод железобетонных изделий» (производит сборные железобетонные конструкции, товарный бетон, а также столярные и швейные изделия). Выпуск молочной продукции осуществляется производственным участком ОАО «Бабушкина Крынка».
Ранее важной отраслью промышленности была переработка льна, но в 2016 году Чаусский льнозавод, где работало около 300 человек, был признан банкротом. Было признано нецелесообразным содержать льнозавод в Чаусах, и вместо этого был загружен чаусским сырьём льнозавод в Шклове.

## Культура
В городе расположен Чаусский районный историко-краеведческий музей, в котором собрано 5115 музейных предметов основного фонда. В 2016 году музей посетили 5,8 тысяч человек, в 2015 году — 5,7 тысяч. Экспозиции музея посвящена природе, этнографии, истории района, а также известным уроженцам — Льву Маневичу, Сергею Новикову, Ивану Носовичу, Михаилу Панфиловичу, Варваре Рудневой-Кашеваровой.

## Достопримечательность
- Братские могилы советских воинов
- Здание бывшего казначейства (1902, каменное), ныне Чаусский районный историко-краеведческий музей
- Городской парк (заложен в 1884 г.) — памятник природы
- Археологические памятники: стоянка эпохи неолита, 2 поселения, курганные могильники
- Историческая застройка (XIX — XX вв., фрагменты)
- Костёл Пресвятой Девы Марии (1997-2002, каменная)
- Спасо-Вознесенская церковь (1992-2012, каменная)

### Памятник, скульптура
- Памятник В. И. Ленину
- Памятная доска Л. Е. Маневичу

### Утраченное наследие
- Костёл Св. Девы Марии и монастырь кармелитов (1653-1950, каменный)
- Костёл Св. Девы Марии (1913-конец 1950-х - начало 1960-х, каменный)
- Чаусская ратуша (1780-1840, каменная)
- Синагога
- Церковь Святого Георгия (конец XIX в.)
- Церковь Святого Николая (конец XIX в.)

## Галерея

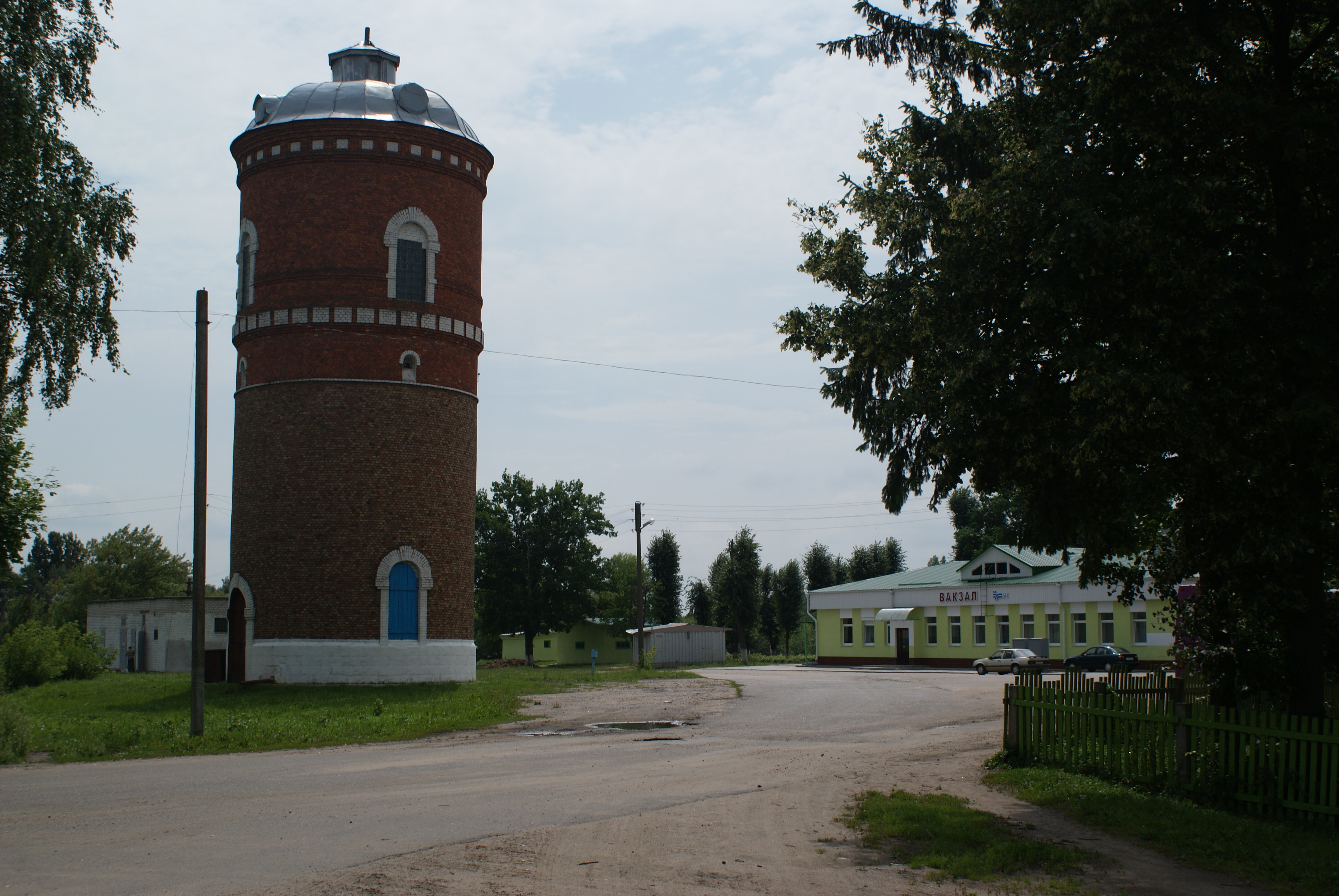
Железнодорожная станция
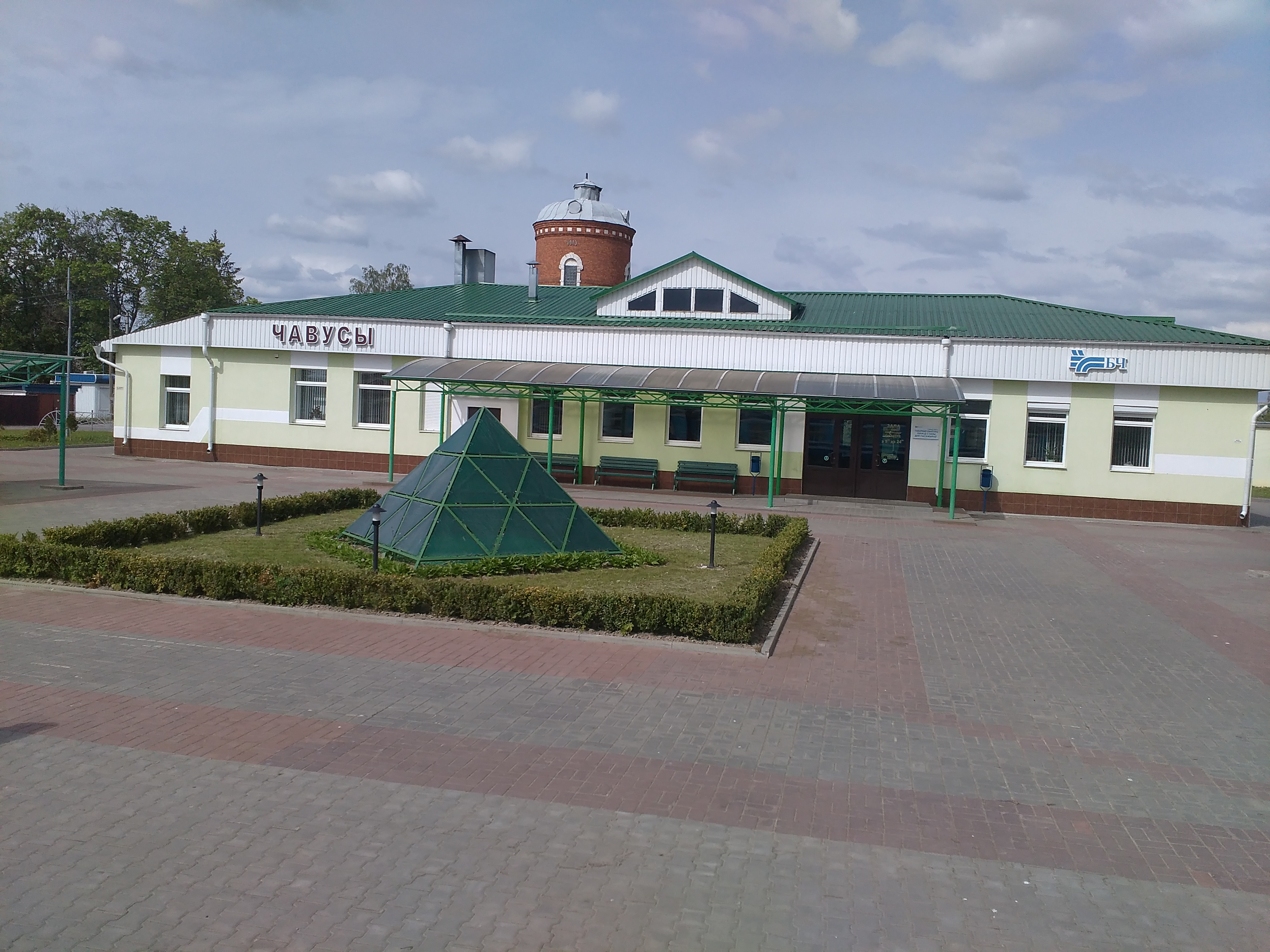
Железнодорожная станция
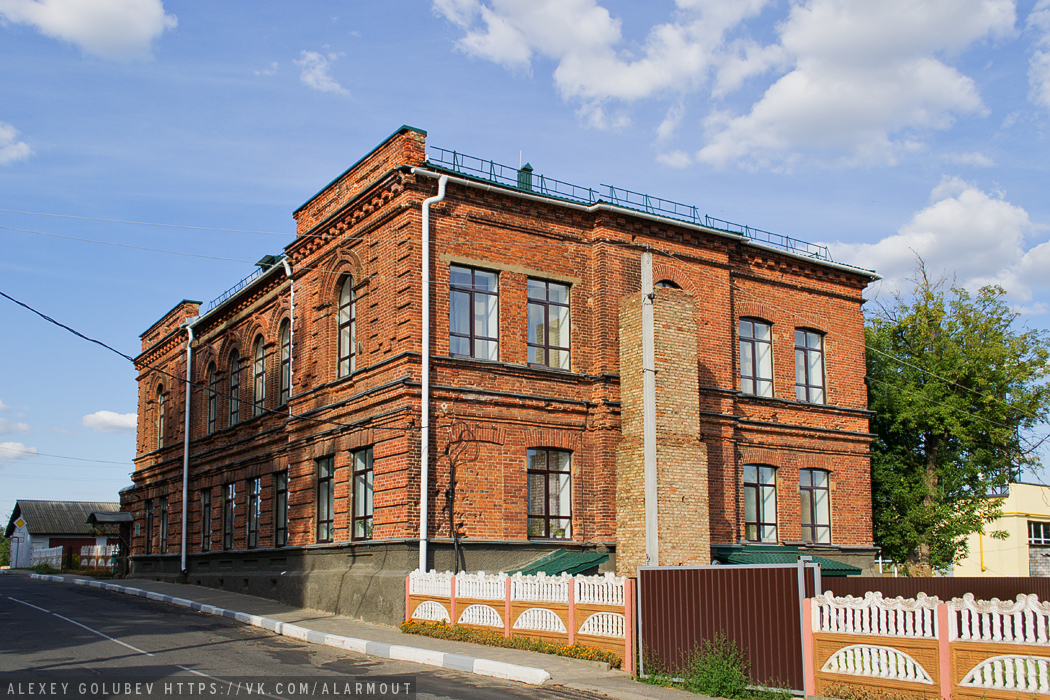
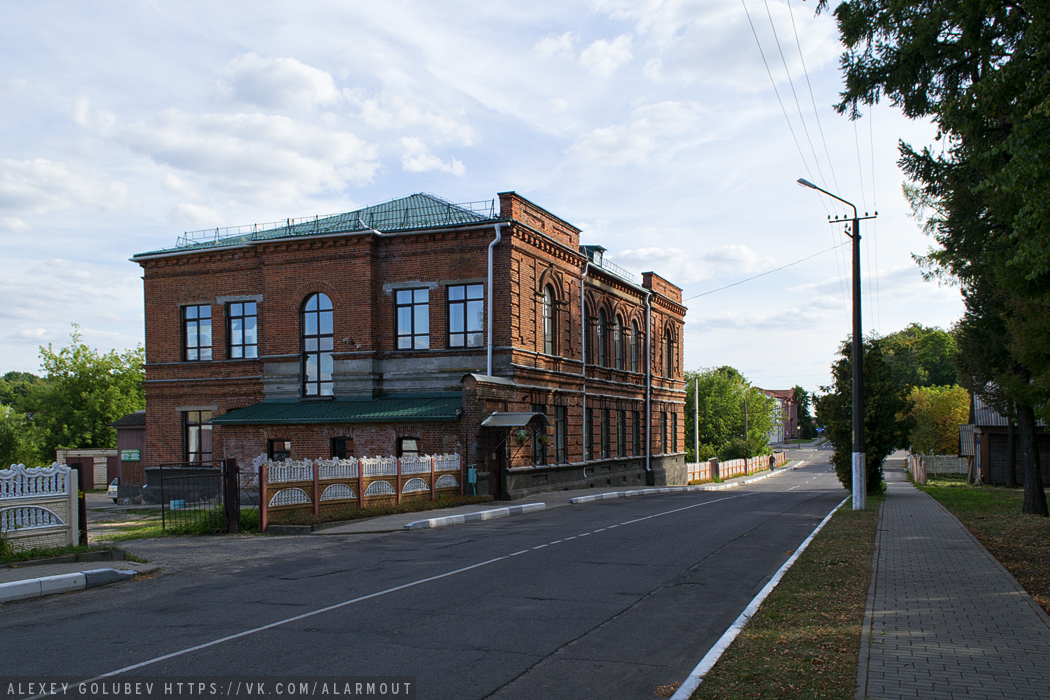
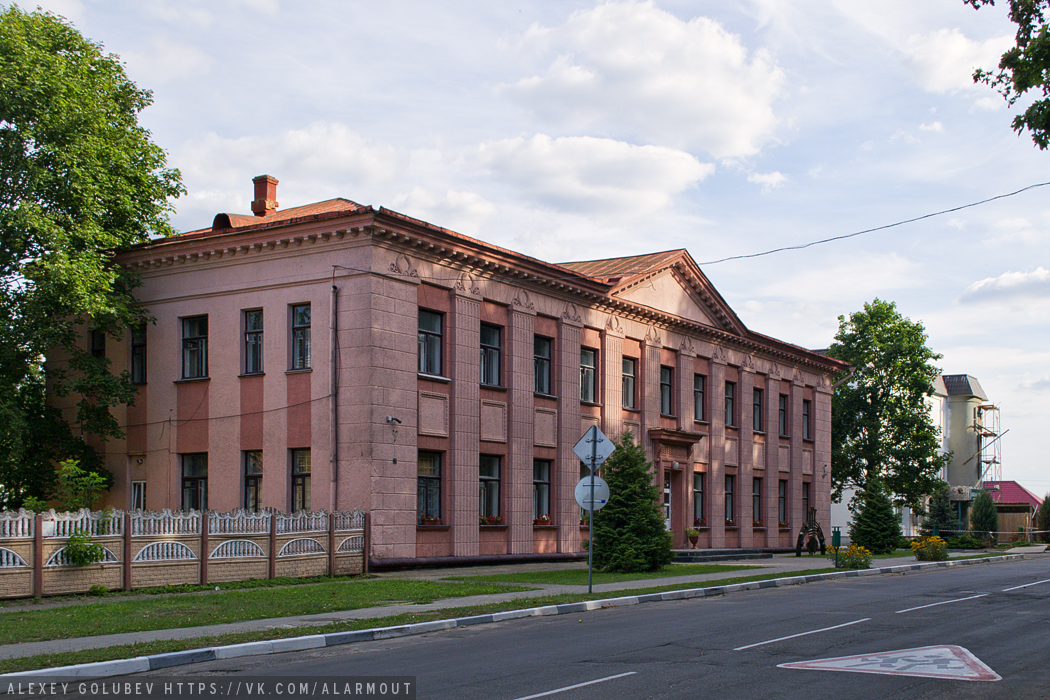
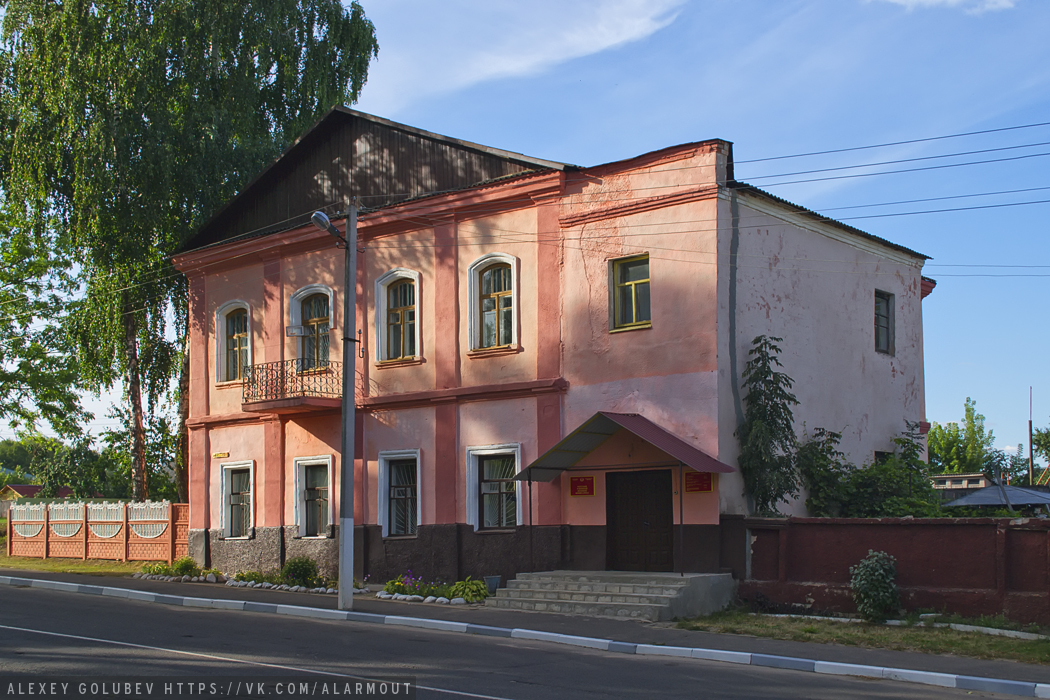
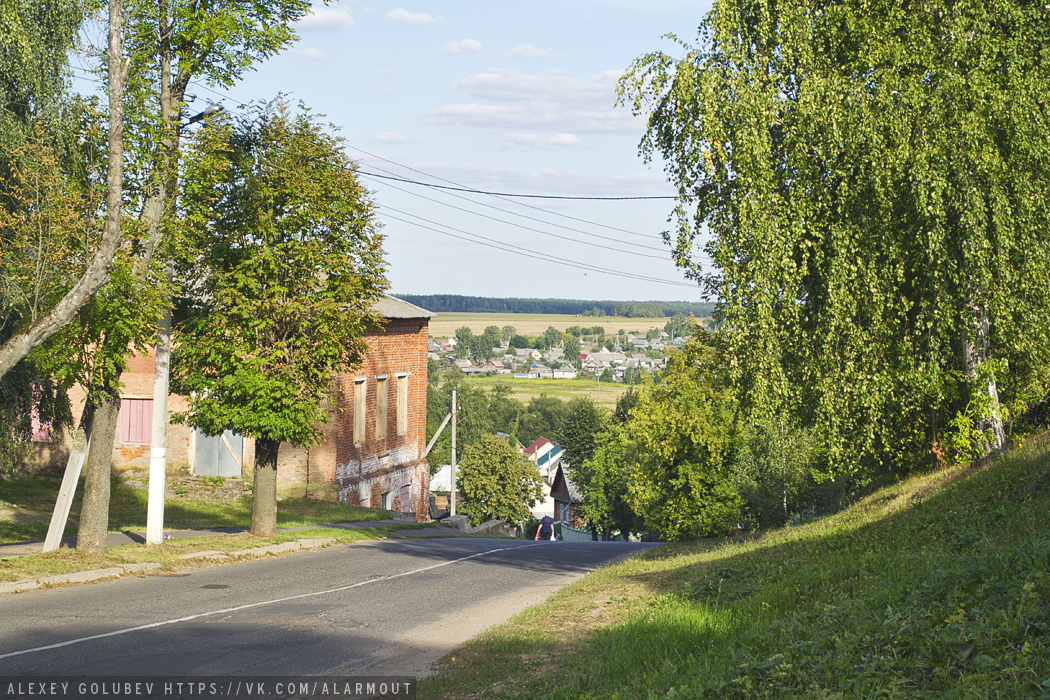
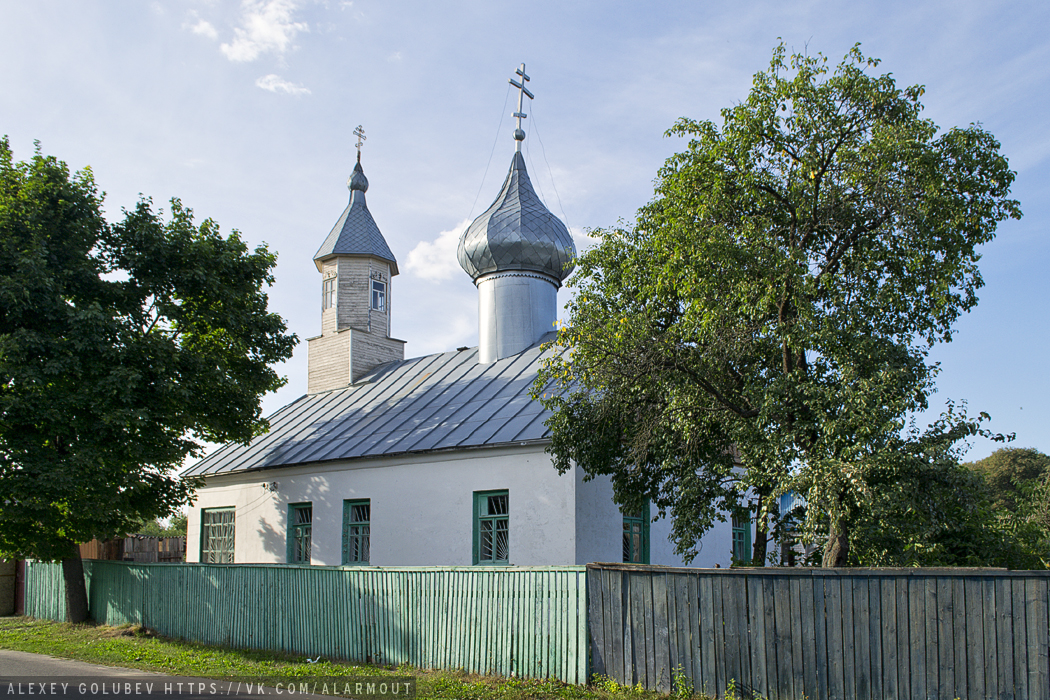
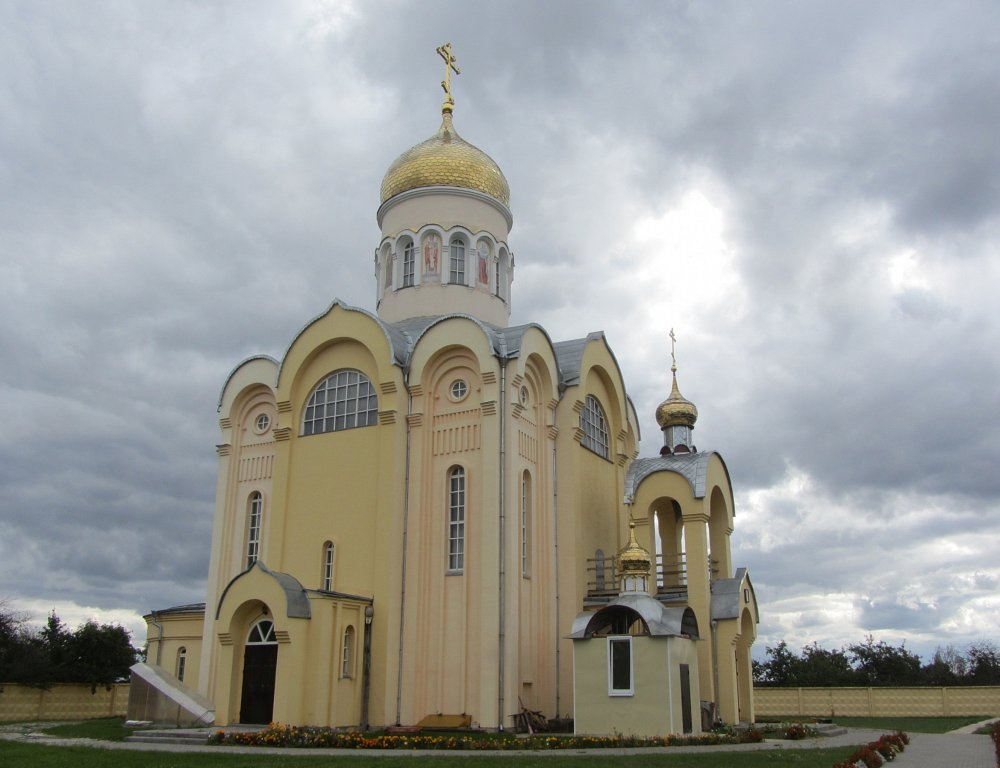
Свято-Вознесенская церковь

## СМИ
Издаётся газета «Іскра». 

## Награды
- В 2024 году в связи с празднованием 80-й годовщины освобождения Беларуси от немецко-фашистских захватчиков и Победы советского народа в Великой Отечественной войне, а также в целях увековечения подвига воинов Красной Армии, рабочих, партизан и подпольщиков, совершенного ими при обороне и освобождении белорусских городов и других населённых пунктов город Чаусы награждён вымпелом «За мужнасць і стойкасць у гады Вялікай Айчыннай вайны» (Указ Президента Республики Беларусь от 2 февраля 2024 года № 44)[32][33].

## Международное сотрудничество
Города-побратимы:
- Броквилл, Канада (с 27 августа 2001 г.)
- Десногорск, Россия
- Губен, Германия (с 7 апреля 2014 г.)